# Agenium
Agenium es un género de plantas de la familia de las poáceas, es originario de Brasil.

## Especies
- Agenium goyazense (Hack.) Clayton
- Agenium leptocladum (Hack.) Clayton
- Agenium majus Pilg.
- Agenium nutans Nees
- Agenium villosum (Nees) Pilg.